# Elijah Legwaila
Elijah W. M. J. Legwaila (* 1939) ist ein botswanischer Verwaltungsbeamter und Jurist.

## Leben
Legwaila war zunächst Grundschullehrer und schloss daneben ein grundständiges Studium am Moeng College ab. Ein anschließendes Studium der Rechtswissenschaften an der damaligen University of Botswana, Lesotho and Swaziland (UBLS) beendete er mit einem Bachelor of Laws (LL.B.), ehe er einen Master of Laws (LL.M.) an der Harvard University erwarb. 1972 trat er in den öffentlichen Dienst ein und war anfangs Staatsanwalt (State Counsel) im Amt des Generalstaatsanwalts. 1975 wurde er zum Oberstaatsanwalt (Principal State Counsel), 1976 zum Assistierenden Generalstaatsanwalt (Assistant Attorney General) sowie bereits 1977 zum stellvertretenden Generalstaatsanwalt (Deputy Attorney General) ernannt.
Nach 17-jähriger Tätigkeit in der Generalstaatsanwalt übernahm Legwaila 1989 den Posten als Ständiger Sekretär im Amt von Staatspräsident Quett K. J. Masire und bekleidete dieses Amt als höchster Beamter des Präsidialamts bis zum Ende von Masires Amt 1998. Im Anschluss wurde er 1998 zum Richter an das Arbeitsgericht berufen, deren Präsident er 2000 wurde. Zudem ist er Vorsitzender des Rates der University of Botswana.